# سيف الأمازون
سيف الأمازون (الاسم العلمي: Echinodorus) هو جنس من النباتات يتبع الفصيلة المزمارية من رتبة المزماريات. ينتشر في نصف الأرض الغربي من وسط الولايات المتحدة إلى الأرجنتين. الاسم العلمي مشتق من كلمات إغريقية قديمة echius وتعني قشور خشنة وdoros وتعني قارورة جلدية في إشارة إلى المبايض التي في بعض الأنواع تكون مسلحة بأقلام ثابتة تشكل رأس ثمر شائك. تزرع بعض الأنواع عادة في الموائل المائية الاصطناعية.

## أنواع سيف الأمازون
- سيف الأمازون الأزغب
- سيف الأمازون الأسطواني
- سيف الأمازون الأفقي
- سيف الأمازون الأوروغواني
- سيف الأمازون الحرشفي
- سيف الأمازون السناني
- سيف الأمازون العثكولي
- سيف الأمازون الغديدي
- سيف الأمازون الغلالي
- سيف الأمازون الأجلك
- سيف الأمازون قلبي الأوراق
- سيف الأمازون القنابي
- سيف الأمازون الكبير
- سيف الأمازون كبير الأزهار
- سيف الأمازون كبير الأوراق
- سيف الأمازون كثير الأزهار
- سيف الأمازون المفترش
- سيف الأمازون المكشوط
- سيف الأمازون الزاحف
- سيف الأمازون الغابرييلي
- سيف الأمازون الغريسباخي
- سيف الأمازون طويل البتلات
- سيف الأمازون طويل الساق
- سيف الأمازون كثيف العروق
- سيف الأمازون ناصل الأوراق
- سيف الأمازون الأبقع
- سيف الأمازون شبه أفقي